# Staalvezelbeton
Staalvezelbeton of staalvezelversterkt beton is een composietmateriaal dat bestaat uit een betonmatrix waarin staalvezels willekeurig verspreid zitten. Het wordt gemaakt door aan het betonmengsel ongeveer 0,3 tot 1 volumeprocent staalvezels toe te voegen. De staalvezels zorgen ervoor dat het beton, dat van zichzelf betrekkelijk bros is, trekkrachten op kan nemen, en zwaarder belast kan worden zodat scheurvorming beperkt blijft. 
Al sinds het begin van de twintigste eeuw wordt gewapend beton als bouwmateriaal gebruikt. Traditioneel gewapend beton bevat een wapening bestaande uit stalen staven of netten van enkele millimeters dikte. Hiertoe wordt in een gietvorm (bekisting) eerst de stalen wapening aangebracht, en wordt vervolgens de bekisting volgestort met de betonspecie (het nog vloeibare betonmengsel). 
Staalvezelbeton (SVB) is een alternatief voor gewapend beton. In plaats van de stalen wapeningsstaven worden korte staalvezels toegevoegd voor het verkrijgen van constructieve eigenschappen. In tegenstelling tot gewapend beton, waarbij de betonproductie en het maken en plaatsen van de wapening gescheiden werkprocessen zijn, is de productie van SVB één proces. Alles komt uit de mixer.

## Toepassingen
Staalvezelbeton werd lange tijd bijna uitsluitend toegepast voor industrievloeren. Later werden ook staalvezels toegevoegd aan het beton bij de fabricage van buizen en boortunnelsegmenten. Bij deze toepassingen dient de toevoeging van de staalvezel om het composiet staalvezelbeton een bepaalde weerstand te bieden tegen o.a. impact- of stootbelastingen en een verhoging van de duurzaamheid door een verminderde scheurvorming.
Naast deze niet-constructieve toepassingen zijn er nieuwe technieken in volle ontwikkeling. Daarbij wordt er in grote mate gefocust om de dwarskrachtwapening bij gewapende en voorgespannen balken gedeeltelijk of volledig te vervangen door staalvezels. In de nieuwe Model Code 2010 wordt aandacht besteed aan de constructieve aspecten van staalvezelbeton en worden verschillende ontwerpformules voorgesteld.
Een voorbeeld van recent onderzoek is het proefproject in het DuBo-park van de Technische Universiteit Eindhoven. Het betreft een woningcasco met bedrijfsvloer, gerealiseerd met als doel de constructieve voorspelbaarheid van staalvezelbeton en de geschiktheid ervan voor woningbouwconstructies in gietbouw wetenschappelijk te toetsen. Nieuw hierbij is de toepassing van vrijdragende vloeren en uitkragende balkons van enkel staalvezelbeton. Bezwijkproeven moeten aantonen dat dit SVB-casco zonder ook maar enige vorm van traditioneel wapeningsstaal veilig en betrouwbaar is.
Ook kunststofvezels worden gebruikt om de ductiliteit van beton te verhogen. In de sector van de wegenbouw lopen proeven met vezelmixbeton, een combinatie van staal- en kunststofvezels.

## Voor- en nadelen
In vergelijking met traditioneel gewapend beton is het staal in staalvezelbeton veel beter verspreid door het werkstuk. Daardoor verkrijgt men sterkere hoeken en randen, een betere bestendigheid tegen afbrokkelen bij botsingen of explosies, en een hogere slijtweerstand. Bovendien wordt scheurgroei belemmerd doordat beginnende scheuren worden overbrugd door de vezels. Daardoor is ook de vermoeiingsweerstand hoger. 
De nadelen van staalvezelbeton zijn de langere mengtijd, een afnemende verwerkbaarheid van het betonmengsel en een langduriger verdichtingsfase.  Bij regelmatig nat worden van staalvezelbeton zal verkleuring optreden door oxidatie van aan het betonoppervlak liggende staalvezels.
Voor de constructeur heeft staalvezelbeton de beperking dat de wapening homogeen is, en dus niet lokaal extra wapening kan worden gesitueerd waar dat nodig is. Bij gewoon gewapend beton kan tijdens het vlechten eenvoudig meer wapening worden toegevoegd waar dit benodigd is. Voor staalvezelbeton wordt de hoeveelheid staalvezels bepaald door de maatgevende doorsnede.
Voorts is het gedrag bij breuk anders. Als (gewoon) gewapend beton te zwaar belast wordt, treedt er lang voordat de constructie bezwijkt gecontroleerde scheurvorming op. In beginsel is het optreden van gecontroleerde scheurvorming slechts een teken dat de zachtstaalwapening doet waarvoor het bedoeld is. 
Staalvezelbeton gedraagt zich echter anders. 
Wordt de maximaal opneembare treksterkte van de uiterste vezel overschreden, dan treedt er scheurvorming op en zal de betreffende doorsnede zich als scharnier gedragen en kan geen moment meer opnemen. Er zal herverdeling van de krachten moeten optreden. Is dit niet mogelijk, dan bezwijkt de constructie zonder zichtbare waarschuwing (soort bros bezwijken).